# Страошти (Дамбовица)
Страошти (рум. Străoști) насеље је у Румунији у округу Дамбовица у општини Драгодана. Oпштина се налази на надморској висини од 185 m.

## Становништво
Према подацима из 2002. године у насељу је живело 352 становника, од којих су сви румунске националности.